# Bruno Aprea
Bruno Aprea (Roma, 1941) es un director de orquesta, pianista y compositor italiano, hijo del músico Tito Aprea.
Estudió con Sergiu Celibidache y con Franco Ferrara en la Accademia Nazionale di Santa Cecilia en Roma y en la Accademia Chigiana en Siena. Debutó como director en el Festival de Spoleto dirigiendo La Medium de Gian Carlo Menotti. En 1977 gana el Premio Koussevitzky en el Festival de Tanglewood.
Divide su actividad entre repertorio sinfónico y operístico y cursos de perfeccionamiento orquestal en la Academia de Santa Cecilia. Es director artístico de la Ópera de Palm Beach (Florida). Ha dirigido en Estados Unidos, Sudamérica, Japón, Israel, Sudáfrica y Europa. Entre sus grabaciones discográficas se cuentan Le Villi de Puccini e Il bravo de Saverio Mercadante.

## Discografía principal
- L. Rossi: Il Domino Nero / Aprea, Taigi, Buda, Porcelli
- Mascagni: Zanetto / Aprea
- Mercadante: Il Bravo / Aprea, Di Domenico, Tabiadon, Antonucci
- Puccini: Le Villi / Aprea, Gordaze, Cura, Antonucci, Foschi
- Rossini: La Pietra Del Paragone / Aprea, Spagnoli